# Vouillé-les-Marais
Vouillé-les-Marais település Franciaországban, Vendée megyében. Lakosainak száma 782 fő (2022. január 1.). Vouillé-les-Marais Le Langon, Marans, Chaillé-les-Marais, La Taillée és Les Velluire-sur-Vendée községekkel határos.

## Népesség
A település népessége az elmúlt években az alábbi módon változott:
| Lakosok száma | 746  | 770  | 773  | 755  | 748  | 753  | 755  | 758  | 782  |
|               | 2013 | 2015 | 2016 | 2017 | 2018 | 2019 | 2020 | 2021 | 2022 |